# Majed Bamya
Majed Bamya, né en 1983 aux Émirats arabes unis (EAU), est un diplomate et un poète palestinien.

## Biographie

### Origines familiales et études
Natif des Émirats arabes unis, vivant successivement en Tunisie puis Jordanie, il rentre en Palestine en 1996 et il étudie au Lycée Français de Jérusalem. Puis il rejoint la France et étudie le droit  international à l'université Paris-I-Panthéon-Sorbonne. Il est alors secrétaire général de l'Union générale des étudiants palestiniens et intervient dans des débats sur la Palestine côte à côte avec un militant d'association israélienne de refuzniks (les appelés qui refusent de servir dans les territoires occupés), en insistant sur le dialogue entre communautés.

### Carrière diplomatique  et activité médiatique
Ancien membre de la délégation générale palestinienne auprès de l’Union européenne,, il est directeur du département des conventions internationales, et chargé du dossier des prisonniers palestiniens auprès du ministère palestinien des Affaires étrangères,,. Il intervient notamment pour affirmer la « volonté politique à parvenir à un accord » de la part des Autorités palestiniennes, et précisant : « Il n'y aura pas d'accord s'il n'y a pas assez de pressions internationales sur le gouvernement israélien ». Il réaffirme la nécessité d'une pression internationale en 2015, notamment à l'occasion d'un  entretien avec un journaliste du quotidien Le Monde, à Ramallah, lorsque Benyamin Netanyahou nomme comme ambassadeur aux Nations unies un opposant à la création d’un État palestinien. Il coordonne au niveau international la campagne pour obtenir la libération de Marouan Barghouti, emprisonné depuis 2002,.
Il est également chercheur pour le Réseau euro-méditerranéen des droits de l'homme (EMHRN).
Auteur d'articles, il écrit dans des revues généralistes ou spécialisées et il intervient fréquemment dans les médias. 

## Œuvres
- Majed Bamya, Les Champs du silence, Paris, Société des écrivains associés, 2004, 59 p. (ISBN 2-7480-1668-8, BNF 39240966)
- Nerea Craviotto et Majed Bamya, Palestinian Women's Rights In EU-Israel And EU-Pa Relations, rapport, 2014 [lire en ligne].